# 遺產四部曲
《遺產四部曲》（英語：The Inheritance Cycle），另譯《繼承始末記》，《龍騎士四部曲》及《遗产三部曲》，是一套由克里斯托弗·鮑里尼（Christopher Paolini）所著的奇幻文學。在開始寫這套書時，鲍里尼當時只有15歲。
這系列原名《遺產三部曲》（Inheritance Trilogy），但由於《龍騎士三部曲：降魔火劍》的情節複雜，所以鲍里尼把這一系列從三冊變成四冊，超出了原計劃的三部曲。

## 故事簡介
小說主要設定在一個。小說的主题围绕在一名少年龙骑士和他的龍的身上。幾千年來，龍騎士一直守護著奧俄蓋西亞，為這片大地帶來多年和平歲月，直至到一名騎士哥巴塔爾帶領十三背誓背叛了他們。在騎士沒落的年代其間，大部份的騎士和龍均被屠殺，包括他們的領袖維爾。哥巴塔爾勝利後奪取了奧俄蓋西亞的統治權，自立为王。在反抗組織維登及其領袖布朗姆的努力下，他們從哥巴塔爾手中奪取了一枚龍蛋。在命運的安排下，這枚龍蛋最後落到一個十五歲的年輕農夫，艾瑞岡的手上。身為新時代的第一個龙骑士和奧俄蓋西亞僅存的唯一一隻母龙，艾瑞岡和思飛成為推翻帝國的最大希望。他們學習戰鬥和魔法，展開了關係奧俄蓋西亞過去及未來的旅程，而他們亦準備好和帝國的最後之戰。

## 電影
在2006年，被改編成為電影俠影魔龍，由艾德·史彼勒飾演艾瑞岡一角，另外亦有傑里米·艾恩斯、席安娜·紀洛里、羅伯特·卡萊爾、雷切爾·維茲、約翰·馬可維奇共同參與演出。

## 出版情況
故事現已出版的作品如下：
| 序 | 英文原名                         | 原版出版日期 | 大陆翻译版 | 台灣翻譯版             | 翻译版出版日期 |
| -- | -------------------------------- | ------------ | ---------- | ---------------------- | -------------- |
| 1  | Eragon                           | 2003         | 伊拉龙     | 龍騎士首部曲：飛龍聖戰 | 2004           |
| 2  | Eldest                           | 2005         | 长老       | 龍騎士二部曲：勇者無懼 | 2006           |
| 3  | Brisingr                         | 2008         | 帝国（上） | 龍騎士三部曲：降魔火劍 | 2009           |
| 4  | Inheritance                      | 2011         | 帝国（下） | 龍騎士四部曲：最後榮耀 | 2012           |
| \  | The Fork, the Witch and the Worm | 2018         |            | 狼人·女巫·魔龍         | 2020           |

第一部曲，是由鮑里尼的家人於2002年自行出版，並於2003年由Knopf再版。
第二部曲，出版於2005年。前兩本書均登上紐約時報暢銷書榜，並一共在全球售出超過2,000萬本。
系列的第三部曲，於2008年9月20日出版。
本系列的第四部曲（暫時為最後一部），於2011年11月8日出版。
本系列的第一本小故事篇，浪人·女巫·魔龍 於2018年12月31日出版。